# Inga Landgré

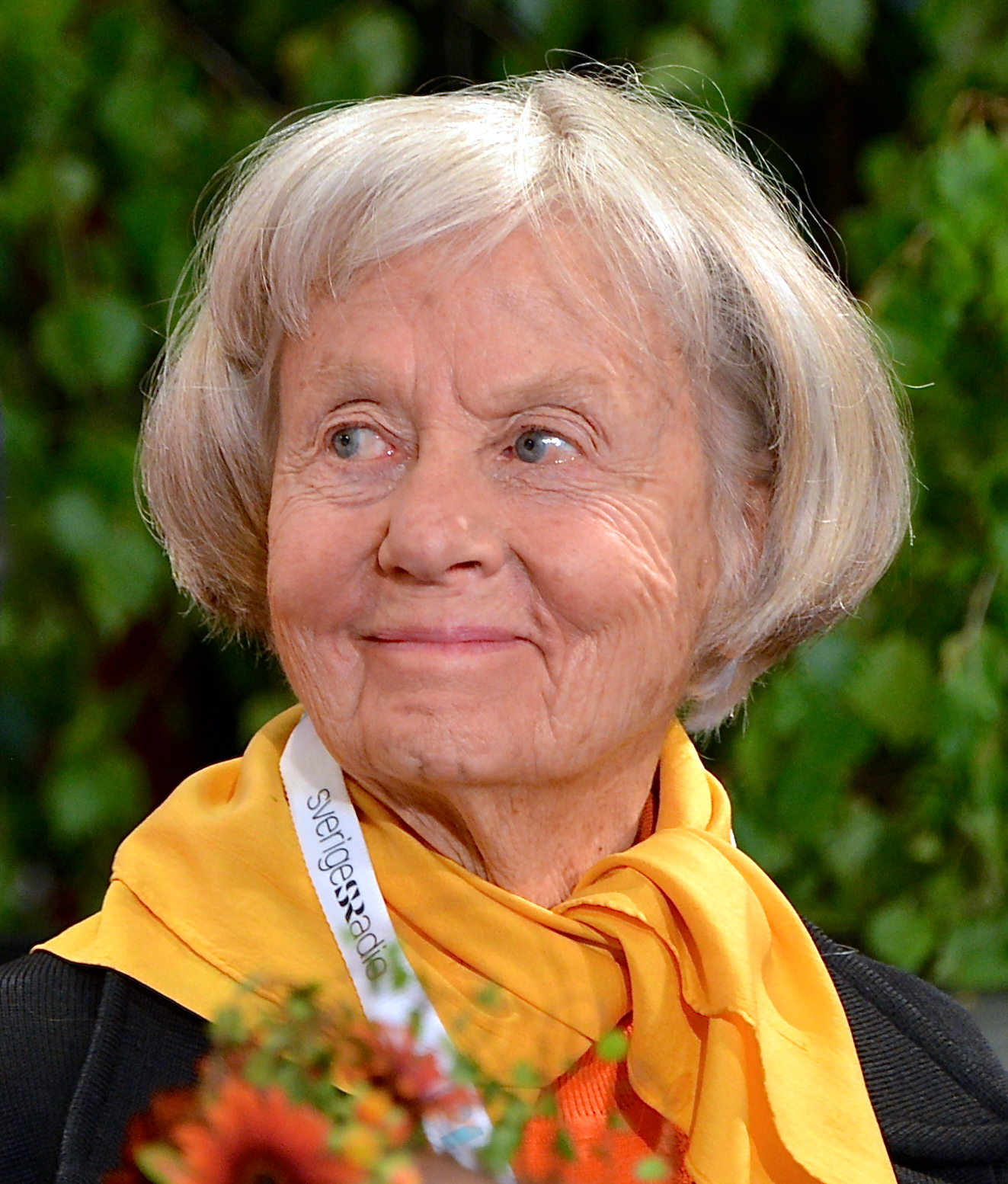
Inga Landgré, 2013

Inga Linnéa Landgré (* 6. August 1927 in Stockholm; † 31. Juli 2023 in Norberg) war eine schwedische Schauspielerin, die vor allem durch ihre Hauptrolle in dem Filmdrama Kris und ihre anschließende Zusammenarbeit mit Ingmar Bergman bekannt wurde.

## Leben
Inga Landgré machte eine Schauspielausbildung an der Calle Flygare Teaterskola, ehe sie 1943 ihr Debüt als Schauspielerin am Blancheteatern in Stockholm gab. Noch im selben Jahr spielte sie ihre erste Filmrolle in Ordet an der Seite von Victor Sjöström.
1946 spielte Landgré ihre vielleicht bekannteste Rolle als Hauptfigur Nelly in Ingmar Bergmans Filmdrama Kris. In den folgenden Jahren war sie regelmäßig in schwedischen Produktionen zu sehen, darunter mit Frauenträume, Das siebente Siegel und Nahe dem Leben in drei weiteren Filmen von Ingmar Bergman. So verkörperte sie in dem Klassiker Das siebente Siegel die Ehefrau von Max von Sydows Ritter Block. Des Weiteren spielte sie in mehreren Theaterproduktionen in Stockholm mit und hatte neben Rollen in mehreren Dutzend Filmproduktionen Gastauftritte in Fernsehserien wie Irene Huss, Kripo Göteborg.
Landgré war auch im hohen Alter noch als Schauspielerin aktiv. So war sie unter anderem 2013 als von einem Pflegeroboter umsorgte Rentnerin Greta in drei Folgen der Fernsehserie Real Humans – Echte Menschen zu sehen. Zu ihren bekanntesten Altersrollen gehörte die der Gunn-Britt in der 2015 erschienenen Komödie Eine schöne Bescherung. Im Jahr 2013 war Landgré außerdem eine der Gestalterinnen der jährlich im Sommer stattfindenden Radioshow Sommar i P1, bei der ausgewählte schwedische Prominente ihr eigenes Radioprogramm senden.
Inga Landgré war zweimal verheiratet: Von 1949 bis 1959 mit dem Schauspieler Nils Poppe, dann von 1982 bis zu dessen Tod im Jahre 2006 mit Roger Björnstjerna. 2011 wurde sie mit dem Guldbagge-Ehrenpreis für ihr Lebenswerk als Schauspielerin ausgezeichnet.
Sie starb Ende Juli 2023, nur eine Woche vor ihrem 96. Geburtstag.

## Filmografie (Auswahl)
- 1943: Ordet
- 1946: Kris
- 1946: Medan porten var stängd
- 1946: So ein Pechvogel (Pengar – en tragikomisk saga)
- 1946: Das Mädchen vom Germundshof (Driver dagg faller regn)
- 1948: Schütze Bumm in Nöten (Soldat Bom)
- 1948: Eva
- 1950: Medan staden sover
- 1950: Rauschende Wasser (Hammarforsens brus)
- 1951: Schütze Bumm als Zollinspektor (Tull-Bom)
- 1955: Frauenträume (Kvinnodröm)
- 1957: Das siebente Siegel (Det sjunde inseglet)
- 1958: Nahe dem Leben (Nära livet)
- 1967: Das Halsband (Stimulantia)
- 1968: Der Korridor (Korridoren)
- 1976: Unerreichbar nah (Långt borta och nära)
- 1977: Ein Paradies (Paradistorg)
- 1992: Die besten Absichten (Den goda viljan; Fernseh-Mehrteiler)
- 1997: Dabei: Ein Clown (Larmar och gör sig till; Fernsehfilm)
- 1998: Die tätowierte Witwe (Den tatuerade änkan; Fernsehfilm)
- 2003: Der chaotische Elterntausch (Tur & retur)
- 2003: Solbacken: Avd. E (Miniserie)
- 2008: Irene Huss, Kripo Göteborg (Irene Huss; Filmreihe, eine Episode)
- 2009: Mankells Wallander: Der Kurier (Kuriren)
- 2011: Verblendung (The Girl with the Dragon Tattoo)
- 2012: A Beautiful Heart (Kurzfilm)
- 2013: Mord in Fjällbacka: Das Familiengeheimnis (Tyskungen)
- 2013: Real Humans – Echte Menschen (Äkta människor; Fernsehserie, drei Folgen)
- 2015: Eine schöne Bescherung (En underbar jävla jul)
- 2019: Kungen av Atlantis
- 2019: Miss Inga Issues (Kurzfilm)